# Julius Minding
Julius Minding (* 8. November 1808 in Breslau; † 7. September 1850 in New York) war ein deutscher Arzt und Schriftsteller.

## Leben
Nach dem Abitur in Breslau studierte Minding an der Universität in Berlin Medizin. Sein Studium beendete er 1833 mit einer Promotion zum Dr. med. Anschließend war er einige Jahre als Arzt tätig. Während dieser Zeit begann er auch zu schreiben und zu veröffentlichen. Aus dem Schwedischen übersetzte er die Frithjofssage von Esaias Tegnér.
Einige Jahre später gab er seinen Beruf auf und wechselte in die Wirtschaft. Nach einigen Spekulationsgeschäften, welche ihn durchaus wohlhabend machten, stürzte er finanziell ab und wanderte 1850 nach Amerika aus.
Im selben Jahr gründete Minding zusammen mit einem Freund in New York ein ärztliches Bureau. Doch noch im selben Jahr beging Minding Selbstmord.
1870 brachten Clemens Rainer und August Becker Mindings Papst Sixtus in einer Bearbeitung auf die Bühne.

## Werke
- Ueber die geographische Vertheilung der Säugethiere (1829)
- Lehrbuch der Naturgeschichte der Fische (1832)
- De vitae functionum perturbationibus notiones generales, Diss. (1833)
- Das Leben der Pflanze (1837)
- Lieder vom alten Fritz (1846)
- Papst Sixtus der Fünfte (1846)
- Völkerfrühling (1848)
- Tegnér, Esaias. Frithiofsage. Uebersetzt von Julius Minding. - Berlin (u. a.) : Cornelius, 1842. Digitalisierte Ausgabe der Universitäts- und Landesbibliothek Düsseldorf